# Don't Let 'em Grind You Down
Don't Let 'em Grind You Down è un EP della band hardcore punk inglese The Exploited registrato insieme a un'altra band hardcore punk, gli Anti-Pasti.

## Tracce
1. Army life
2. Exploited barmy army
3. Dogs of war
4. Dead cities
5. Alternative
6. Computers don't blunder

## Formazione
Exploited:
- Wattie Buchan - voce
- Big John Duncan - chitarra e voce
- Gary McCormack - basso e voce
- Dru Stix - batteria

Anti-Pasti:
- Martin Roper - voce
- Dugi Bell - chitarra
- Will Hoon - basso
- Kev Nixon - batteria